# Ligand (chemia)
Ligand, addend – atom, cząsteczka lub anion w związkach kompleksowych, który jest przyłączony bezpośrednio do atomu centralnego lub kationu centralnego, zwanego centrum koordynacji albo rdzeniem kompleksu. Pojęcie ligandu (jak również atomu centralnego) nie jest jednoznaczne i w wielu przypadkach jest kwestią umowną. W chemii organicznej określenie ligand jest stosowane wymiennie z określeniem podstawnik.
Elementem łączącym addend z atomem lub kationem centralnym jest, należący do addendu, tzw. atom ligandowy (czasem grupa atomów), który zawiera wolną parę elektronową, wbudowującą się w wolne orbitale rdzenia, lub zapełnione orbitale π, zachowujące się w ten sam sposób. W bardzo rzadkich przypadkach połączenie może odbywać się poprzez wolny orbital nakładający się na zajęte orbitale atomu centralnego. Atomem ligandowym może być atom pierwiastka silnie elektroujemnego (np. tlenu, azotu) lub pierwiastka niezbyt elektroujemnego – na przykład atom (lub grupa atomów) węgla, przez który z definicji przyłączają się wszystkie ligandy metaloorganiczne. Grupami donorowymi mogą być cząsteczki elektrycznie obojętne (np. NH3, H2O, CO, niektóre związki organiczne) lub aniony (OH-, SO42-, F-, Cl-). Bardzo złożone związki kompleksowe metali mogą zawierać nawet do 18 różnych ligandów.
W chemii związków kompleksowych i metaloorganicznych używa się specjalnych 2–6-literowych skrótów i greckich liter dla wygodnego opisu tych związków (oznaczenia te pisze się małymi literami). Skróty ligandów zostały zaaprobowane przez Międzynarodową Unię Chemii Czystej i Stosowanej (IUPAC) i stanowią część oficjalnej terminologii chemicznej.
Litery greckie:
- η – hapcyjność, gdzie liczba w górnym indeksie po tej literze oznacza liczbę atomów, którymi ligand łączy się z atomem centralnym
- µ – oznacza ligand mostkujący, tzn. łączący dwa lub więcej atomów centrum koordynacyjnego – liczba w górnym indeksie po tej literze oznacza liczbę atomów metalu, które wiąże z sobą ligand mostkujący.

Przykładowe skróty ligandów:
- L – dowolny ligand
- acac – acetyloacetonian (czyli 2,4-pentanodionian)
- ac – acetyl
- bpy – 2,2'-bipirydyl (2,2'-bipirydyna)
- benz – benzyl
- cy – cykloheksyl
- cp – cyklopentadienyl
- dmpe – dimetylofosfinoetan
- py – pirydyna
- dvtmds – diwinylotetrametylodisiloksyl

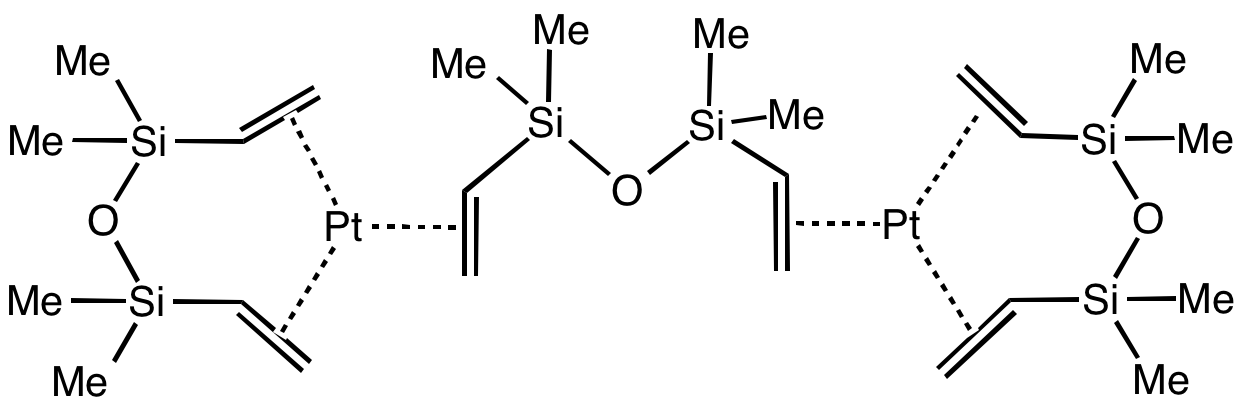
Katalizator Karstedta

Przykłady skróconej notacji związków kompleksowych:
- [Ni(acac)2] – bis(acetyloacetoniano)nikiel(II)
- [Fe(η5-cp)2] lub [Fecp2] – ferrocen, czyli bis(cyklopentadienylo)żelazo.
- [Pt2µ²-(dvtmds)2-η-(dvtmds)] – katalizator Karstedta, czyli związek zawierający dwa atomy platyny i 3 cząsteczki diwinylotetrametylodisiloksanu (dvtmds), przy czym do atomów platyny przyłączone są po dwa ligandy diwinylotetrametylodisiloksanowe, a trzeci addend diwinylotetrametylodisiloksanowy łączy oba atomy platyny.